# Пјан ди Сан Мартино (Витербо)
Пјан ди Сан Мартино је насеље у Италији у округу Витербо, региону Лацио.
Према процени из 2011. у насељу је живело 111 становника. Насеље се налази на надморској висини од 312 м.